# Stazione meteorologica di Bordeaux
La stazione meteorologica di Bordeaux è la stazione meteorologica di riferimento per il servizio meteorologico francese e per l'Organizzazione Mondiale della Meteorologia, relativa alla città di Bordeaux.

## Coordinate geografiche
La stazione meteorologica è situata in Francia, nell'Aquitania, nel dipartimento della Gironda, nel comune di Bordeaux, a 61 metri s.l.m. e alle coordinate geografiche 44°48′N 0°42′W.

## Dati climatologici
Secondo i dati medi del trentennio 1961-1990, la temperatura media del mese più freddo, gennaio, si attesta a +6,4 °C, mentre quella del mese più caldo, agosto, è di +20,9 °C.

Le precipitazioni medie annue superano i 950 mm, distribuite mediamente in 130 giorni, con un picco tra l'autunno e l'inverno ed un minimo relativo estivo.
| Bordeaux            | Mesi | Mesi | Mesi | Mesi | Mesi | Mesi | Mesi | Mesi | Mesi | Mesi | Mesi  | Mesi  | Stagioni | Stagioni | Stagioni | Stagioni | Anno  |
| Bordeaux            | Gen  | Feb  | Mar  | Apr  | Mag  | Giu  | Lug  | Ago  | Set  | Ott  | Nov   | Dic   | Inv      | Pri      | Est      | Aut      | Anno  |
| ------------------- | ---- | ---- | ---- | ---- | ---- | ---- | ---- | ---- | ---- | ---- | ----- | ----- | -------- | -------- | -------- | -------- | ----- |
| T. max. media (°C)  | 10,0 | 11,7 | 14,5 | 16,5 | 20,5 | 23,5 | 26,4 | 26,6 | 23,7 | 18,8 | 13,4  | 10,7  | 10,8     | 17,2     | 25,5     | 18,6     | 18,0  |
| T. min. media (°C)  | 2,8  | 3,4  | 4,6  | 6,6  | 10,3 | 13,0 | 15,1 | 15,2 | 12,5 | 9,5  | 5,5   | 3,8   | 3,3      | 7,2      | 14,4     | 9,2      | 8,5   |
| Precipitazioni (mm) | 92,0 | 82,6 | 70,0 | 80,0 | 83,8 | 63,8 | 54,5 | 59,5 | 90,3 | 94,0 | 106,8 | 106,7 | 281,3    | 233,8    | 177,8    | 291,1    | 984,0 |
| Giorni di pioggia   | 13   | 11   | 11   | 12   | 12   | 9    | 7    | 8    | 10   | 11   | 13    | 13    | 37       | 35       | 24       | 34       | 130   |

## Temperature estreme mensili dal 1921 in poi
Nella tabella sottostante sono indicate le temperature estreme mensili registrate dal 1921 ad oggi con il relativo anno in cui sono state registrate. La temperatura massima assoluta finora registrata è di +41,2 °C e risale al 23 luglio 2019, mentre la temperatura minima assoluta è di -16,4 °C risalente al 16 gennaio 1985.
| Bordeaux (1921-2023)  | Mesi         | Mesi         | Mesi        | Mesi        | Mesi        | Mesi        | Mesi        | Mesi        | Mesi        | Mesi        | Mesi         | Mesi         | Stagioni | Stagioni | Stagioni | Stagioni | Anno  |
| Bordeaux (1921-2023)  | Gen          | Feb          | Mar         | Apr         | Mag         | Giu         | Lug         | Ago         | Set         | Ott         | Nov          | Dic          | Inv      | Pri      | Est      | Aut      | Anno  |
| --------------------- | ------------ | ------------ | ----------- | ----------- | ----------- | ----------- | ----------- | ----------- | ----------- | ----------- | ------------ | ------------ | -------- | -------- | -------- | -------- | ----- |
| T. max. assoluta (°C) | 20,8 (2022)  | 26,2 (1926)  | 27,7 (1981) | 31,1 (2005) | 35,4 (1922) | 40,5 (2022) | 41,2 (2019) | 40,7 (2003) | 37,5 (2022) | 32,2 (1921) | 26,7 (2015)  | 22,5 (1989)  | 26,2     | 35,4     | 41,2     | 37,5     | 41,2  |
| T. min. assoluta (°C) | −16,4 (1985) | −15,2 (1956) | −9,9 (1971) | −5,3 (1929) | −1,8 (1938) | 2,5 (1938)  | 5,1 (1922)  | 4,7 (1929)  | −1,8 (1928) | −5,3 (1936) | −12,3 (1921) | −13,4 (1938) | −16,4    | −9,9     | 2,5      | −12,3    | −16,4 |